# Istanbul Rams
Gli Istanbul Rams  sono una squadra di football americano di Istanbul, in Turchia; fondati nel 2004, hanno vinto 4 titoli nazionali.
Il 15 ottobre 2021 è stata annunciata la loro partecipazione alla lega professionistica continentale ELF a partire dall'edizione 2022, col cambio di denominazione da Koç Rams a Istanbul Rams.
Il 16 dicembre 2022 è stato annunciato il ritiro degli Istanbul Rams dalla ELF.

## Dettaglio stagioni

### Tornei nazionali

#### Campionato

##### 1. Lig
| Stagione | regular season | regular season | regular season | regular season | regular season | regular season | playoff | playoff | playoff | playoff | playoff | playoff   | playoff             |
|          | Vin            | Par            | Per            | Tot            | PF             | PS             | Vin     | Per     | Tot     | PF      | PS      | risultato | avversaria          |
| -------- | -------------- | -------------- | -------------- | -------------- | -------------- | -------------- | ------- | ------- | ------- | ------- | ------- | --------- | ------------------- |
| 2013-14  | 7              | 0              | 0              | 7              | 209            | 102            | 0       | 1       | 1       | 23      | 30      | Finale    | Boğaziçi Sultans    |
| 2014-15  | 7              | 0              | 0              | 7              | 188            | 38             | 0       | 1       | 1       | 7       | 10      | Finale    | Boğaziçi Sultans    |
| 2016     | 6              | 0              | 0              | 6              | 180            | 42             | 2       | 0       | 2       | 55      | 14      | Campioni  | Boğaziçi Sultans    |
| 2017     | 7              | 0              | 0              | 7              | 289            | 83             | 2       | 0       | 2       | 73      | 30      | Campioni  | Sakarya Tatankaları |
| 2018     | 7              | 0              | 0              | 7              | 244            | 57             | 2       | 0       | 2       | 91      | 35      | Campioni  | Boğaziçi Sultans    |
| 2019     | 7              | 0              | 0              | 7              | 275            | 67             | 2       | 0       | 2       | 64      | 46      | Campioni  | ODTÜ Falcons        |
| 2020     | 1              | 0              | 0              | 1              | 32             | 7              | -       | -       | -       | -       | -       | -         | -                   |
| 2022     | 5              | 0              | 2              | 7              | 120            | 56             | 1       | 1       | 2       | 32      | 30      | Finale    | Boğaziçi Sultans    |
| 2023     | 6              | 0              | 1              | 7              | 146            | 94             | 2       | 0       | 2       | 38      | 21      | Campioni  | Istanbul Bisons     |
| 2024     | 5              | 0              | 2              | 7              | 166            | 106            | 2       | 0       | 2       | 51      | 12      | Campioni  | İzmir Halcyons      |
| Totale   | 58             | 0              | 5              | 63             | 1849           | 652            | 13      | 3       | 16      | 434     | 228     |           |                     |

Fonti: Enciclopedia del Football - A cura di Massimo Mezzetti

### Tornei internazionali

#### IFAF Europe Champions League
| Stagione | regular season | regular season | regular season | regular season | regular season | regular season | playoff | playoff | playoff | playoff | playoff | playoff    | playoff       |
|          | Vin            | Par            | Per            | Tot            | PF             | PS             | Vin     | Per     | Tot     | PF      | PS      | risultato  | avversaria    |
| -------- | -------------- | -------------- | -------------- | -------------- | -------------- | -------------- | ------- | ------- | ------- | ------- | ------- | ---------- | ------------- |
| 2016     | 2              | 0              | 0              | 2              | 53             | 17             | 0       | 1       | 1       | 14      | 17      | Semifinale | Seamen Milano |
| 2017     | -              | -              | -              | -              | -              | -              | -       | -       | -       | -       | -       | -          | -             |
| Totale   | 2              | 0              | 0              | 2              | 53             | 17             | 0       | 1       | 1       | 14      | 17      |            |               |

Fonti: Enciclopedia del Football - A cura di Massimo Mezzetti

#### Central European Football League
| Stagione | regular season | regular season | regular season | regular season | regular season | regular season | playoff | playoff | playoff | playoff | playoff | playoff   | playoff       |
|          | Vin            | Par            | Per            | Tot            | PF             | PS             | Vin     | Per     | Tot     | PF      | PS      | risultato | avversaria    |
| -------- | -------------- | -------------- | -------------- | -------------- | -------------- | -------------- | ------- | ------- | ------- | ------- | ------- | --------- | ------------- |
| 2017     | 0              | 0              | 2              | 2              | 42             | 56             | -       | -       | -       | -       | -       | -         | -             |
| 2018     | 2              | 0              | 0              | 2              | 108            | 62             | 0       | 1       | 1       | 20      | 49      | CEFL Bowl | Tirol Raiders |
| 2019     | 0              | 0              | 3              | 3              | 60             | 163            | -       | -       | -       | -       | -       | -         | -             |
| Totale   | 2              | 0              | 5              | 7              | 210            | 281            | 0       | 1       | 1       | 20      | 49      |           |               |

Fonti: Enciclopedia del Football - A cura di Massimo Mezzetti

### Riepilogo fasi finali disputate
| Anno              | Luogo     | Evento                       | Fase del torneo | Incontro                       | Risultato |
| 8 giugno 2014     |           | 1. Lig                       | Finale          | Koç Rams - Boğaziçi Sultans    | 23 - 30   |
| 31 maggio 2015    |           | 1. Lig                       | Finale          | Koç Rams - Boğaziçi Sultans    | 7 - 10    |
| 5 giugno 2016     |           | 1. Lig                       | Finale          | Koç Rams - Boğaziçi Sultans    | 21 - 14   |
| 22 luglio 2016    | Breslavia | IFAF Europe Champions League | Semifinale      | Seamen Milano - Koç Rams       | 17 - 14   |
| 15 giugno 2017    |           | 1. Lig                       | Finale          | Koç Rams - Sakarya Tatankaları | 56 - 14   |
| 9 giugno 2018     | Innsbruck | CEFL                         | CEFL Bowl       | Tirol Raiders - Koç Rams       | 49 - 20   |
| 1º luglio 2018    |           | 1. Lig                       | Finale          | Koç Rams - Boğaziçi Sultans    | 52 - 21   |
| 14 luglio 2019    |           | 1. Lig                       | Finale          | Koç Rams - ODTÜ Falcons        | 29 - 19   |
| 6 agosto 2022     |           | 1. Lig                       | Finale          | Boğaziçi Sultans - Koç Rams    | 17 - 14   |
| 24 settembre 2023 |           | 1. Lig                       | Finale          | Koç Rams - Istanbul Bisons     | 17 - 14   |
| 8 giugno 2024     | Ankara    | 1. Lig                       | Finale          | Koç Rams - İzmir Halcyons      | 10 - 0    |

## Palmarès
- 6 Campionati turchi (2016, 2017, 2018, 2019, 2023, 2024)